# 博里索沃站 (莫斯科地鐵)
博里索沃站（羅馬化：Borisovo）是莫斯科地鐵柳布林諾－德米特羅夫線的一個車站，開通於2011年12月2日。該站的月台長162米，寬10米，是島式月台。

## 外部連結
- （俄文） Official website of Moscow Metro
- （俄文） Metro.ru （页面存档备份，存于）
- KartaMetro.ru (English/Russian)